# Auctoratus
Nella Roma antica, l'auctoratus è una situazione particolare di libertà, uno status specifico.

Auctoratus è il gladiatore. Giuridicamente questi è un uomo libero tuttavia, avendo locato i propri servigi all'impresario di ludi gladiatori (il lanista) gode di una libertà attenuata.

Deve infatti lasciarsi urere, vincire, necare (bruciare, legare, uccidere).
La condizione del gladiatore è simile a quella dello schiavo; Gaio parla di lui come auctoratus meus, e l'aggettivo è riferito in epoca antica alle cose di proprietà (quando il nostro concetto astratto di proprietà non esisteva ancora il res mea est esprimeva qualcosa di affine ad esso). Inoltre la sottrazione dell'auctoratus al lanista era considerata furto.